# Giorgino
Giorgino ist ein französisches Filmdrama von Laurent Boutonnat aus dem Jahr 1994.

## Handlung
Nach Kriegsende, im Oktober 1918, versucht der junge Arzt Giorgio Volli eine Gruppe Kinder, um die er sich vor dem Krieg gekümmert hat, wiederzufinden. Aber schon bald wird seine Suche zu einem Versteckspiel mit dem Tod: Giorgio gelangt in ein altes Waisenhaus, das von beängstigenden Mooren und Wolfsrudeln umgeben ist. Dort trifft er die mysteriöse Catherine, eine autistische junge Frau.

## Hintergrund
Die Filmbauten wurden vom 15. September 1992 bis zum 15. Dezember 1992 erstellt. Als Szenenbildner des Films, dessen Budget umgerechnet etwas über eine Million Euro betrug, trat Pierre Guffroy in Erscheinung, für das Kostümbild sorgte Carine Sarfati. Gedreht wurde von Januar 1993 bis April 1993 in der damaligen Tschechoslowakei, unter anderem in den Barrandov-Studios in Prag, und in den slowakischen Ebenen im Tatra-Nationalpark bei Temperaturen bis minus 30 °C. Es entstand dabei Filmmaterial von insgesamt zehn Stunden. Der Filmschnitt allein dauerte fast ein Jahr. Die erste Version des Films, die Pathé nicht akzeptierte, dauerte etwa fünf Stunden.
Der Film kam am 5. Oktober 1994 in die französischen Kinos, wo er von rund 60.000 Zuschauern gesehen wurde, und hatte am 5. Dezember 2007 in Frankreich seine DVD-Premiere.